# Moiré du nardet
Pour les articles homonymes, voir Moiré.
Erebia nivalis
Espèce
Statut de conservation UICN

 LC  : Préoccupation mineure
Le Moiré du nardet ou Moiré de De Lesse (Erebia nivalis) est un lépidoptère appartenant à la famille des Nymphalidae, à la sous-famille des Satyrinae et au genre Erebia.

## Dénomination
Erebia  nivalis a été nommé par Zdravko Lorkovic et Jacques Hubert de Lesse en 1954.

### Noms vernaculaires
Le Moiré du nardet ou Moiré de De Lesse se nomme De Lesse's Brassy Ringlet en anglais.

## Description
Le Moiré du nardet est un petit papillon marron avec une bande postdiscale cuivre, portant à l'apex des antérieures des ocelles géminés pupillés de blanc, et aux postérieures une ligne de discrets petits ocelles.
Le revers des antérieures est marron cuivré bordé de marron terne avec les ocelles géminés pupillés de blanc à l'apex alors que les ailes postérieures sont chinés de gris argent et d'ocre avec une bande claire et des nervures claires très nettes.

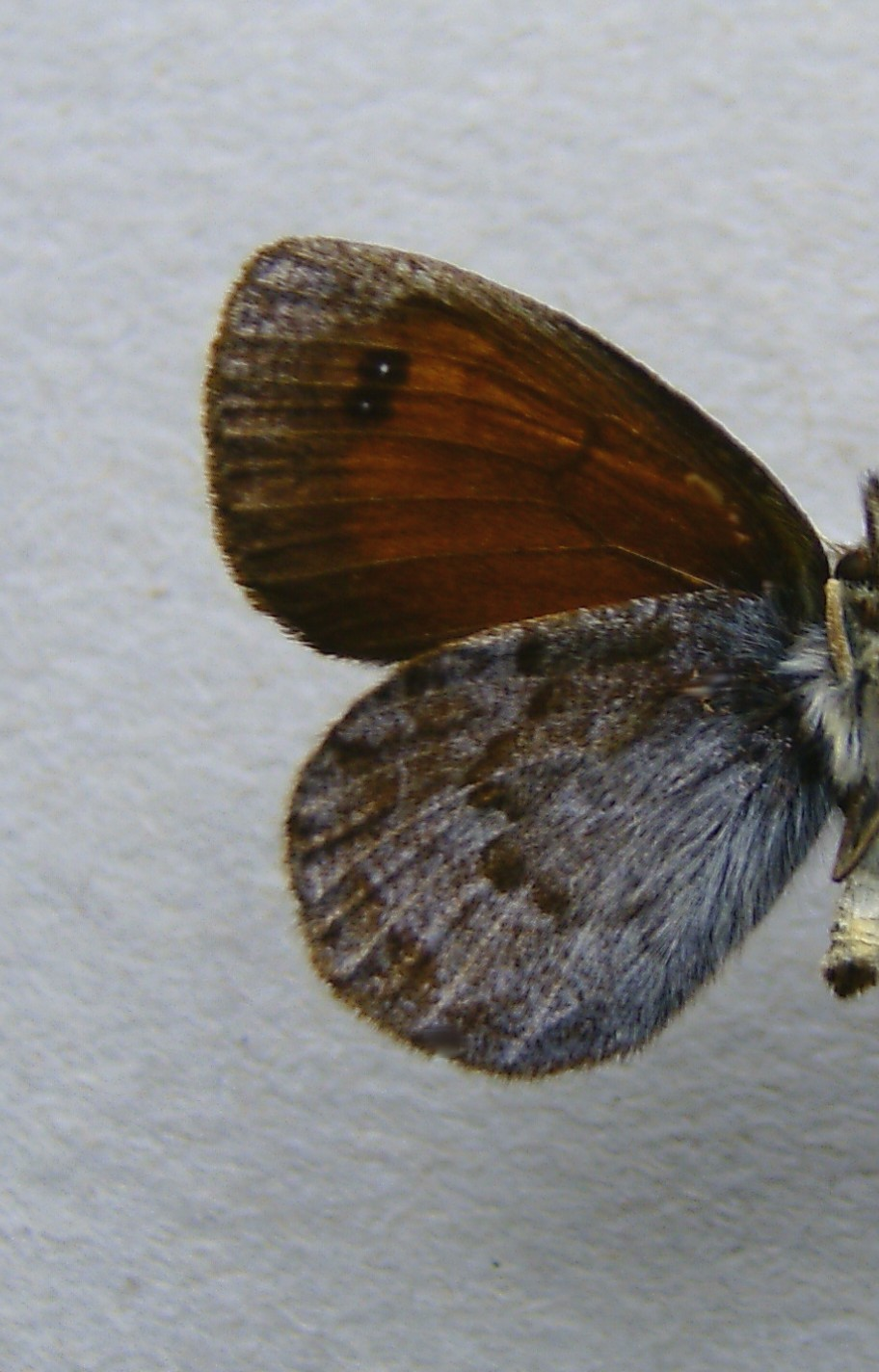
revers

## Biologie
Le développement larvaire se déroule sur deux cycles saisonniers.

### Période de vol et hivernation
Il vole de début juillet à fin août.

### Plantes hôtes
Les plantes hôtes des chenilles sont des graminées dont Festuca quadriflora.

## Écologie et distribution
Il est présent uniquement dans les Alpes, en  Suisse, en Italie et en Autriche,.

### Biotope
Il réside dans les lieux herbus.

### Liens taxonomiques
- (en) UICN : espèce Erebia nivalis Lorkovic et Lesse, 1954 (consulté le 26 mai 2015)
- (en) Tree of Life Web Project : Erebia nivalis
- (en) Catalogue of Life : Erebia nivalis Lorkovic & De Lesse, 1954 (consulté le 16 décembre 2020)
- (en) Fauna Europaea : Erebia nivalis Lorkovic & De Lesse, 1954 (consulté le 21 mars 2023)
- (en) NCBI : Erebia nivalis (taxons inclus)